# Prolasius clarki
Prolasius clarki är en myrart som beskrevs av Mcareavey 1947. Prolasius clarki ingår i släktet Prolasius och familjen myror. Inga underarter finns listade i Catalogue of Life.